# Veneziaspitzen
Die Veneziaspitzen (italienisch Cime Venezia) sind vergletscherte Hochgipfel im Zufrittkamm, an diesem Abschnitt auch Marteller Hauptkamm genannt, einer Bergkette der Ortler-Alpen. Die drei Veneziaspitzen liegen genau auf der Grenze zwischen den italienischen Provinzen Südtirol und Trentino im Nationalpark Stilfserjoch. Der Hauptgipfel, Veneziaspitze I genannt, hat eine Höhe von 3386 m. Die Veneziaspitze II ist 3371 m und die Veneziaspitze III 3356 m hoch. Alle drei Spitzen liegen auf einem von Südwesten nach Nordosten verlaufenden, teilweise mit Firn bedeckten Grat. Die Gipfel bieten eine gute Rundumsicht, werden aber, da sie schwerer erreichbar sind als die Köllkuppe (Cima Marmotta, 3330 m), nicht so oft begangen wie diese. Zuerst bestiegen wurde die I. Veneziaspitze am 24. September 1867 durch den Kartografen und Alpenforscher Julius Payer und den Bergführer Johann Pinggera aus Sulden über den Südwestgrat von der Köllkuppe aus.   

## Umgebung
Die drei Veneziaspitzen liegen im Kamm zwischen dem Martelltal und dem Peio-Tal. Sie sind auf allen Seiten von Gletschern umgeben. Nördlich der III. Veneziaspitze erstreckt sich der Schranferner, dann folgt, getrennt durch den Nordgrat der III. Spitze, der Ultenmarktferner und südwestlich des Nordgrats der II. Spitze der Hohenferner. Im Süden liegt der größte Gletscher des Gebiets, die Vedretta Careser mit einer Breite von etwa 3 km. Benachbarte Berge sind, von der I. Veneziaspitze, dem Hauptgipfel, aus gesehen, im Südwesten die etwa 500 m entfernte Köllkuppe, im Nordosten die 300 m entfernte II. Spitze und schließlich, 700 m entfernt die III. Spitze. Im weiteren Verlauf der Nordostgrats liegt die Hintere Schranspitze mit 3357 m Höhe.

## Stützpunkte und Besteigung
Der Weg der beiden Erstbesteiger im September 1867 führte von Peio aus zunächst nördlich durch das Val della Mare (ein Seitental des Peio-Tals) hinauf zum Lago Lungo auf 2553 m Höhe und weiter über den Gletscher Vedretta Marmotta südlich unterhalb des auf 3153 m Höhe liegenden Hohenfernerjochs. Von dort ging man in zunächst südöstlicher Richtung auf dem Grat zum  Gipfel der Köllkuppe, und dann weiter zu der nordöstlich gelegenen I. Veneziaspitze. Aus dem Bericht von Eduard Richter: Auf dem ersteren Gipfel [gemeint ist die Köllkuppe], den Payer nicht als selbständige Spitze betrachtete, hielt er sich nicht auf, verweilte dagegen auf der Veneziaspitze 1½ Stunden und errichtete daselbst einen Steinmann. Payer und Pinggera brauchten für den Aufstieg fast 10 Stunden. 
Auch heute werden die Veneziaspitzen in der Regel nach der Überschreitung der Köllkuppe bestiegen. Stützpunkte für diesen Normalweg, also den leichtesten Anstieg, sind entweder die Zufallhütte auf 2265 m Höhe oder die Marteller Hütte (2610 m), beide im nördlich gelegenen obersten Martelltal. Der Weg führt in südlicher Richtung als Hochtour mit entsprechender Ausrüstung und Gletschererfahrung über den Hohenferner hinauf zum Hohenfernerjoch, dann über den scharf geformten Firngrat (etwa 30° geneigt) nordöstlich zur Köllkuppe. Im weiteren Verlauf des stark nach Nordwesten überwechteten firnbedeckten Nordostgrats werden dann die Veneziaspitzen erreicht. Die Gehzeit beträgt laut Literatur 3½ Stunden von der Marteller Hütte. Die Südostflanke des Venezia-Hauptgipfels wurde 1877 zum ersten Mal durchquert, von der Cevedalehütte (2608 m) aus dauert der Anstieg etwa 2½ Stunden. 1891 wurden erstmals alle drei Spitzen im Zusammenhang überschritten, Ausgangspunkt ist in diesem Fall das Schranjoch auf 3229 m Höhe im Osten der III. Spitze.
Seit 2021 befindet sich kaum noch Firn auf dem Grat. Die Überschreitung der Veneziaspitzen erfolgt in unschwierigem Blockgelände, während für den Übergang von der Köllkuppe an einer Stelle Kletterei im II. Grad erforderlich ist.